# Chênaie de Saint-Juste
La chênaie de Saint-Juste (carballeira de San Xusto) est une chênaie située dans la paroisse civile de San Xurxo de Sacos ( Cerdedo-Cotobade ), dans la province de Pontevedra en Espagne sur une colline tout près du Lérez . 

## Caractéristiques
C'est un lieu de rencontre traditionnel et une référence de légendes et de contes anciens; elle contient des chênes centenaires en plus des châtaigniers et des chênes d'Amérique. D'une vaste étendue dans le passé, elle est aujourd'hui bien plus réduite. 
Entre 1990 et 1996, il y a eu un conflit sur la propriété de la chênaie parmi les habitants de la paroisse civile de Saint-George de Sacos et de l'archidiocèse de Saint-Jacques-de-Compostelle. Le 6 juin 1990, le curé Manuel Lorenzo fait à Ponte Caldelas enregistrer le nom de l'Église dans cet espace et du Mont Lixó. Après plusieurs actions de protestation, pendant des années de confrontation, la Cour provinciale et la Cour suprême ont ratifié la décision rendue par un tribunal d'instruction qui a statué en faveur des résidents. La chênaie appartient à la communauté de Montes de la paroisse civile. 
Lors de la vague d'incendies de forêt de 2006, un violent incendie est descendu de Cerdedo à Pontevedra en suivant les rives du Lérez, et est passé par la chênaie le 5 août. Les résidents célébrant la romeria ont dû quitter les lieux à la hâte, soit pour échapper à l'incendie, soit pour aider à l'éteindre. Enfin, la chênaie a été sauvée. Un dévot des Saints Juste et Pasteurs, en reconnaissance, a amené aux festivités deux ans après des chanteurs célèbres tels que Manolo Escobar, Bertin Osborne et David Bustamante, qui ont fait que des milliers de personnes visitent la chênaie . 

## Patrimoine architectural
Elle est présidée par un calvaire et une chapelle, dans laquelle la romeria de Saints Juste et Pasteur est célébrée les 5 et 6 août. Jadis on célébrait dans la chênaie  la danse des épées, et les jeunes de la région allaient chasser les chèvres sauvages grimpant sur les falaises de la vallée . Les voisins et les gens arrivés en pèlerinage participaient à la procession du saint à travers les lieux-dits de la paroisse, dans laquelle outre les images de différents saints, on portait  l'étendard de la Société des agriculteurs de Saint George de Sacos, fondée en 1903.  
La petite chapelle conserve le presbytère couvert, du XVe ou XVIe siècle, avec une voûte nervurée. La nef date du XVIIIe siècle. 
En juin 2007, une statue a été inaugurée en mémoire de la lutte des voisins, conçue par le sculpteur Alfonso Vilar et complétée par les élèves de l' École des tailleurs de pierre de Poio.

## Galerie d'images

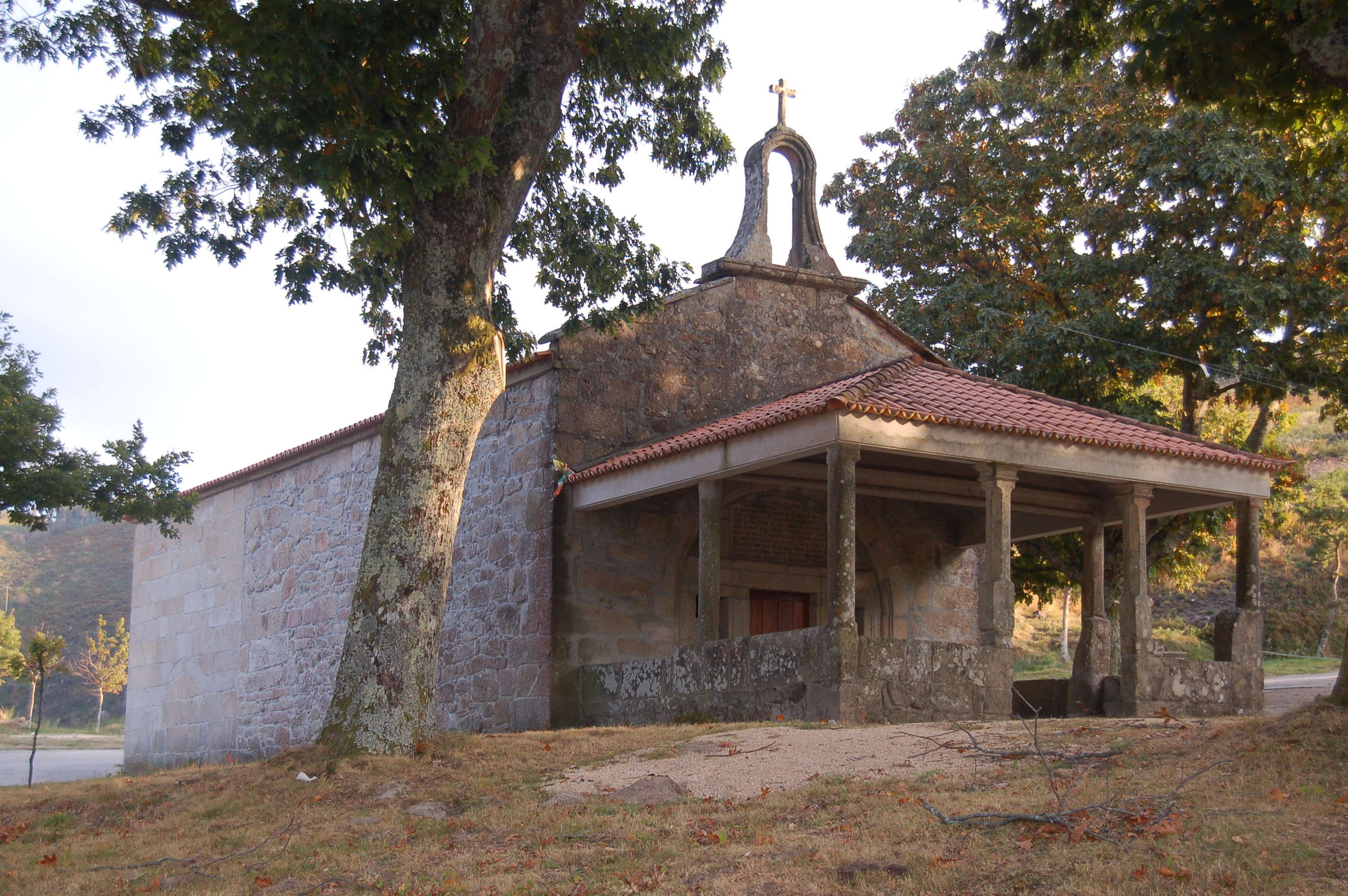
Chapelle des Saints Juste et Pasteur.
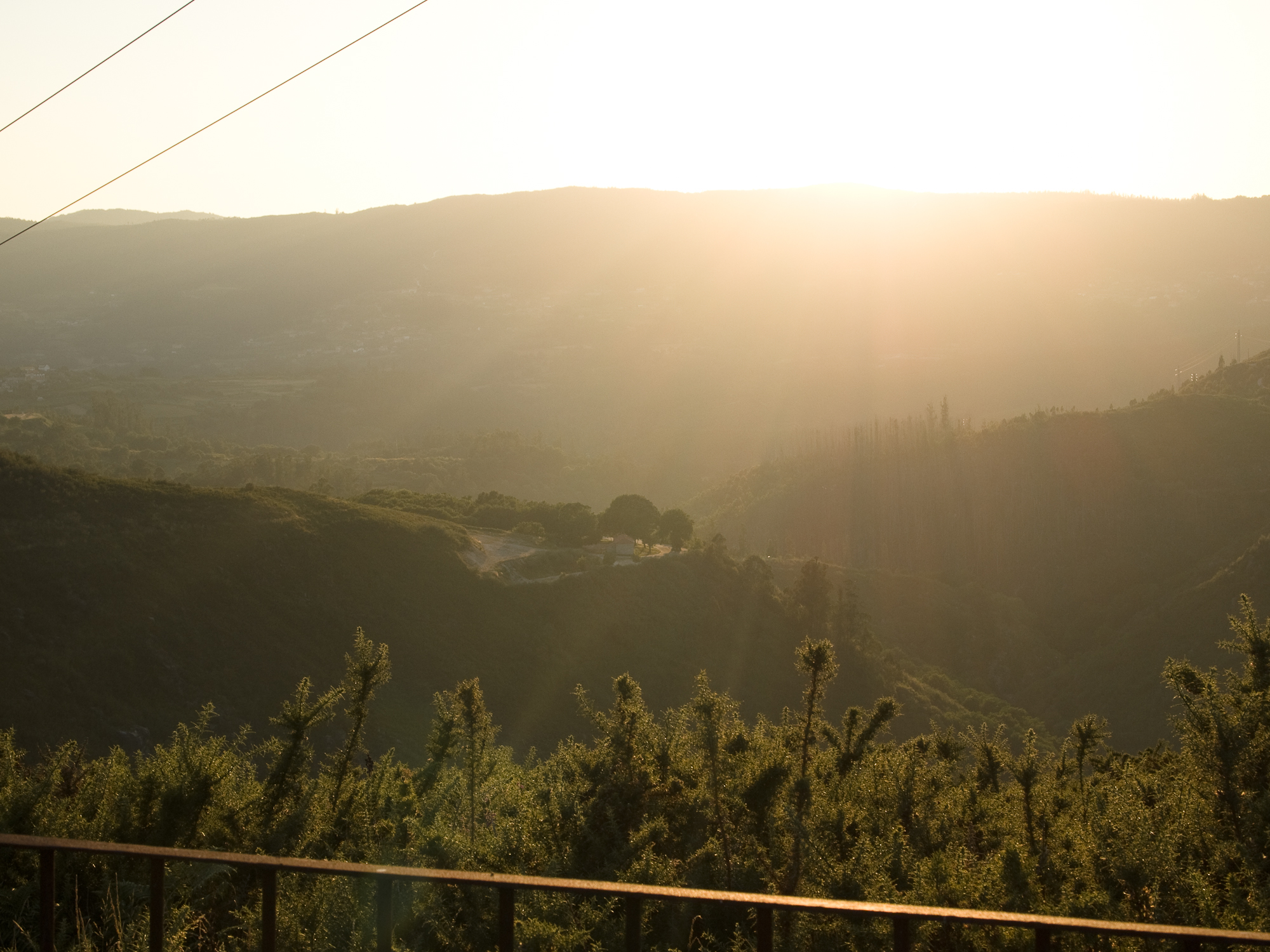
Chênaie de Saint-Juste.